# Damsdorf
Damsdorf là một đô thị ở huyện Segeberg, bang Schleswig-Holstein, Đức. Đô thị Damsdorf có diện tích 7,76 km², dân số thời điểm ngày 31 tháng 12 năm 2006 là 247 người.